# Geropogon
Geropogon é um género botânico pertencente à família Asteraceae.